# Кукићи
Кукићи су насеље у Србији у општини Чачак у Моравичком округу. Према попису из 2022. било је 429 становника.

## Демографија
У насељу Кукићи живи 492 пунолетна становника, а просечна старост становништва износи 44,0 година (43,6 код мушкараца и 44,4 код жена). У насељу има 204 домаћинства, а просечан број чланова по домаћинству је 2,81.
Ово насеље је великим делом насељено Србима (према попису из 2002. године), а у последња три пописа, примећен је пад у броју становника.
|  |

| Демографија | Демографија | Демографија |
| Година      | Становника  | Становника  |
| ----------- | ----------- | ----------- |
| 1948.       | 480         |             |
| 1953.       | 514         |             |
| 1961.       | 614         |             |
| 1971.       | 641         |             |
| 1981.       | 673         |             |
| 1991.       | 654         | 648         |
| 2002.       | 574         | 574         |
| 2011.       | 490         |             |

| Етнички састав према попису из 2002.‍ | Етнички састав према попису из 2002.‍ | Етнички састав према попису из 2002.‍ | Етнички састав према попису из 2002.‍ | Етнички састав према попису из 2002.‍ |
| ------------------------------------ | ------------------------------------ | ------------------------------------ | ------------------------------------ | ------------------------------------ |
|                                      |                                      |                                      |                                      |                                      |
| Срби                                 | Срби                                 |                                      | 573                                  | 99,82%                               |
| Македонци                            | Македонци                            |                                      | 1                                    | 0,17%                                |
| непознато                            | непознато                            |                                      | 0                                    | 0,0%                                 |

| Година пописа     | 1948. | 1953. | 1961. | 1971. | 1981. | 1991. | 2002. |
| ----------------- | ----- | ----- | ----- | ----- | ----- | ----- | ----- |
| Број домаћинстава | 105   | 118   | 158   | 169   | 179   | 188   | 204   |

| Број чланова      | 1  | 2  | 3  | 4  | 5  | 6 | 7 | 8 | 9 | 10 и више | Просек |
| ----------------- | -- | -- | -- | -- | -- | - | - | - | - | --------- | ------ |
| Број домаћинстава | 42 | 62 | 35 | 39 | 14 | 8 | 3 | 1 | 0 | 0         | 2,81   |

| Пол    | Укупно | Неожењен/Неудата | Ожењен/Удата | Удовац/Удовица | Разведен/Разведена | Непознато |
| ------ | ------ | ---------------- | ------------ | -------------- | ------------------ | --------- |
| Мушки  | 249    | 68               | 159          | 17             | 4                  | 1         |
| Женски | 272    | 58               | 162          | 42             | 9                  | 1         |
| УКУПНО | 521    | 126              | 321          | 59             | 13                 | 2         |

| Пол    | Укупно                    | Пољопривреда, лов и шумарство | Рибарство                            | Вађење руде и камена | Прерађивачка индустрија       |
| ------ | ------------------------- | ----------------------------- | ------------------------------------ | -------------------- | ----------------------------- |
| Мушки  | 126                       | 58                            | 0                                    | 0                    | 34                            |
| Женски | 85                        | 37                            | 0                                    | 1                    | 16                            |
| УКУПНО | 211                       | 95                            | 0                                    | 1                    | 50                            |
| Пол    | Производња и снабдевање   | Грађевинарство                | Трговина                             | Хотели и ресторани   | Саобраћај, складиштење и везе |
| Мушки  | 1                         | 4                             | 7                                    | 0                    | 9                             |
| Женски | 1                         | 0                             | 7                                    | 3                    | 2                             |
| УКУПНО | 2                         | 4                             | 14                                   | 3                    | 11                            |
| Пол    | Финансијско посредовање   | Некретнине                    | Државна управа и одбрана             | Образовање           | Здравствени и социјални рад   |
| Мушки  | 1                         | 1                             | 4                                    | 2                    | 3                             |
| Женски | 0                         | 2                             | 1                                    | 4                    | 10                            |
| УКУПНО | 1                         | 3                             | 5                                    | 6                    | 13                            |
| Пол    | Остале услужне активности | Приватна домаћинства          | Екстериторијалне организације и тела | Непознато            | Непознато                     |
| Мушки  | 1                         | 0                             | 0                                    | 1                    | 1                             |
| Женски | 0                         | 0                             | 0                                    | 1                    | 1                             |
| УКУПНО | 1                         | 0                             | 0                                    | 2                    | 2                             |